# Dilia van der Heem-Wagemakers
Diliana Adriana Theodora (Dilia) van der Heem-Wagemakers (Rotterdam, 10 september 1947) is een voormalig Nederlands politicus voor de Politieke Partij Radikalen, vakbondsbestuurder en officier van justitie.
Van der Heem-Wagemakers volgde het gymnasium-a. Daarna ging ze naar de sociale academie in Rotterdam. In 1969 studeerde ze af en ging ze werken als assistente van verbondsvoorzitter Mertens van het NKV en als bestuurder van de NVV in Zuidwest Nederland. Daarnaast was ze vicevoorzitter van de Politieke Partij Radikalen.
In 1973 werd Van der Heem-Wagemakers lid van de Tweede Kamer voor de PPR. Ze was toen het jongste lid van de Tweede Kamer, dat zou ze tot 1994 blijven. Ze voerde daar het woord op het gebied van onderwijs, volkshuisvesting, sociale zaken en abortus. In 1977 keerde ze niet terug naar de Tweede Kamer en werd ze (gedurende een jaar) lid van de gemeenteraad in Rotterdam. In 1982 was ze nummer 6 op de PPR-lijst, de partij haalde drie zetels.
Ze keerde vervolgens terug naar de vakbond. Tussen 1979 en 1984 was ze districtsbestuurder van de Vervoersbond van het FNV en daarna juridisch beleidsmedewerker (tot 1988), districtshoofd (tot 1990) en lid van het bondsbestuur van diezelfde bond (tot 1996). Ze studeerde daarnaast rechten aan de Erasmus Universiteit Rotterdam tot 1989. Ze was in die tijd lid van het bestuur van de International Transport Workers Federation. In 1994 werd ze voor de Partij van de Arbeid fractievoorzitter van de deelgemeenteraad in Rotterdam-Delfshaven.
In 1997 werd ze officier van justitie in Den Haag en later Rotterdam. Later was zij als officier van justitie verbonden aan het Bureau Ontnemingswetgeving OM. Sinds september 2012 is zij gepensioneerd. Ze is lid van de Raad van Commissarissen van de Haagse Tram Maatschappij, van de Raad van Commissarissen van Dunea, van de Raad van Commissarissen Hes International BV en van Radio-TV-Rijnmond.